# Занзибарски червен колобус
Занзибарският червен колобус (Procolobus kirkii) е вид бозайник от семейство Коткоподобни маймуни (Cercopithecidae). Видът е застрашен от изчезване.

## Разпространение
Разпространен е в Танзания.